# Adrien-Marie Legendre
Adrien-Marie Legendre (ur. 18 września 1752 w Paryżu lub Tuluzie, zm. 10 stycznia 1833 w Paryżu) – francuski matematyk, członek Francuskiej Akademii Nauk. Zajmował się m.in. całkami eliptycznymi, wymyślił metodę najmniejszych kwadratów oraz napisał przeglądowe podręczniki z teorii liczb i geometrii.
Legendre jako pierwszy dowiódł, że {\displaystyle \pi ^{2}} jest liczbą niewymierną, postawił również hipotezę o przestępności {\displaystyle \pi }.

## Życiorys
Adrien-Marie Legendre urodził się 18 września 1752 roku w zamożnej rodzinie. Prawdopodobnym miejscem jego narodzin jest Paryż, lecz jest możliwe, że przybył tam wraz z rodziną z Tuluzy w bardzo młodym wieku. Wykształcenie zdobył w Collège Mazarin w Paryżu, a w 1770 roku obronił tam pracę magisterską z fizyki i matematyki.
W latach 1775–1780 wykładał w École Militaire w Paryżu, a od 1795 w École Normale. W 1782 roku Akademia Berlińska przyznała Legendre’owi nagrodę za traktat Recherches sur la trajectoire des projectiles dans les milieux résistants, co zwróciło uwagę Lagrange’a.
W 1791 roku, wraz z Jean-Dominique'em Cassinim i Pierre'em Mechainem, został wyznaczony do komitetu Francuskiej Akademii Nauk, który miał zdefiniować system metryczny i wyznaczyć wzorzec metra.
W latach 1799–1815 pracował w École polytechnique i École Militaire. Od tej drugiej instytucji Legendre otrzymywał emeryturę, którą utracił w 1824 roku, gdy odmówił poparcia kandydatowi ówczesnego rządu do Narodowego Instytutu Nauki i Sztuki.
Legendre zmarł w Paryżu 9 stycznia 1833 roku w biedzie, po długiej i bolesnej chorobie.

## Wyróżnienia i upamiętnienie
- Członek honorowy Amerykańskiej Akademii Sztuk i Nauk (1832)[4].
- Znajduje się na liście 72 nazwisk zasłużonych naukowców, inżynierów i matematyków na wieży Eiffla[5].
- Jego imieniem nazwany jest krater na Księżycu[6].